# Einprägen

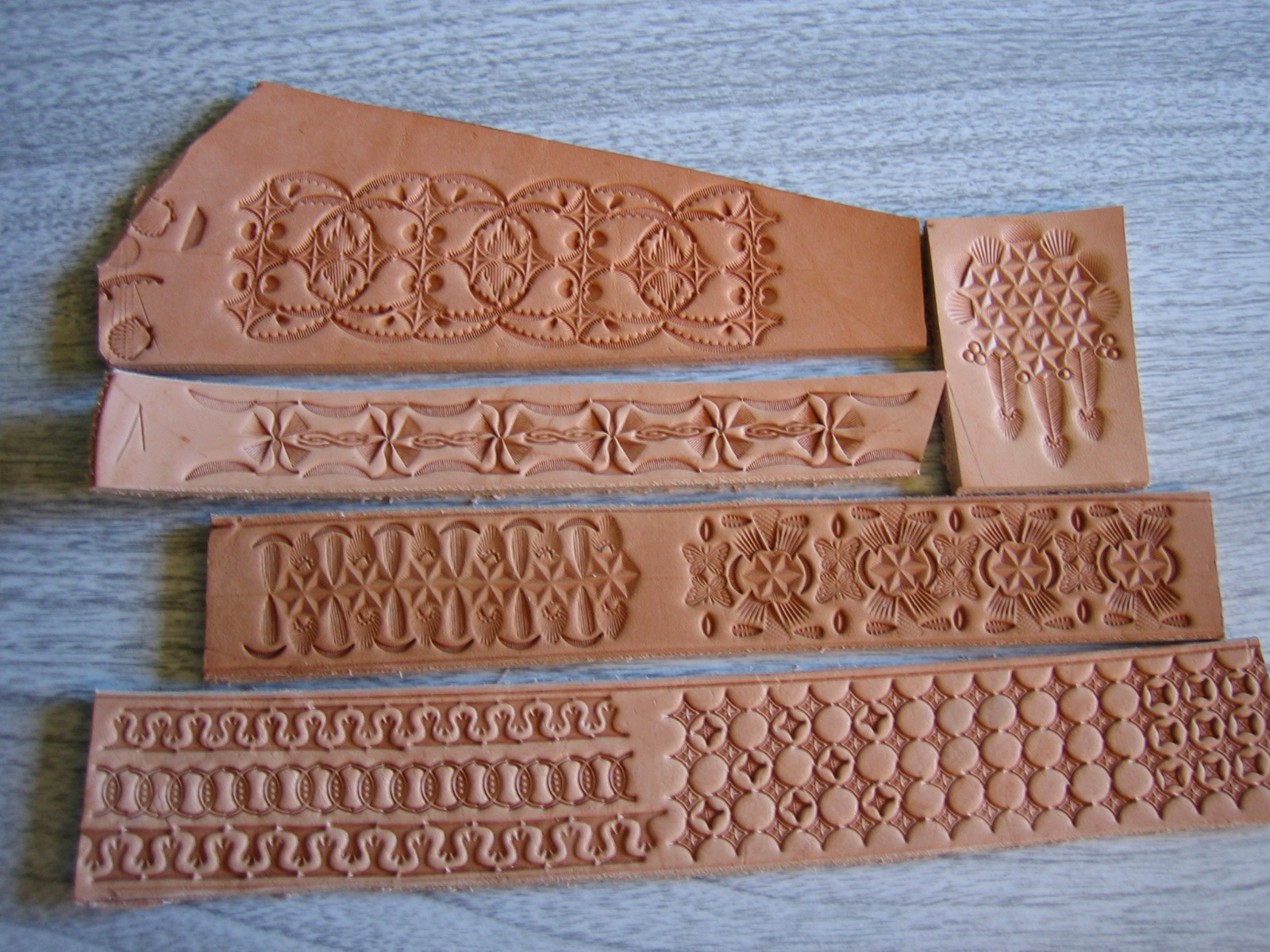
Beispiele für Lederprägung

Einprägen ist nach DIN 8580 ein mechanischer Vorgang eines Fertigungsverfahrens aus der Gruppe des Eindrückens, das zum Druckumformen zählt.

## Vorgang
Beim Einprägen bewirkt ein Umformwerkzeug mit Druck auf einer ebenen Werkstückoberfläche eine Verformung zu einem Relief. Im Handwerk (Bsp.: Punzer, Goldschmied, Kunstschmied) wird das resultierende Zeichen in der Oberfläche in der Regel in vielen manuellen Teilarbeitsschritten eingedrückt. Bei der Verwendung einer Vorrichtung oder Prägemaschine erfolgt die Prägung im Handbetrieb über Hebelkraft oder automatisch mittels einer Presse in einem Arbeitsschritt.

## Beispiele
- Münzprägung mittels Prägewerkzeug auf einem Klippwerk, Taschenwerk oder einer anderen Prägemaschine, siehe auch Fehlprägung (Numismatik)
- Punzieren z. B. beim Treiben in Kupfer oder in Leder mittels Punzen (auch Punziereisen genannt)
- in der Buchbinderei Farbprägung und Blindprägung von Büchern, etwa das Aufbringen des Titels auf den Einband
- Kaltnadelradierung und Prägedruck, künstlerische Drucktechniken
- Gaufrieren, ein Veredelungsverfahren für Textilien, Papier und Leder